# Мария Амелия Бразильская
Донна Мария Амелия Августа Евгения Жозефина Луиза Теоделинда Элоя Франсишка Шавьер де Паула Габриэла Рафаэла Гонзага (порт. Maria Amélia Augusta Eugénia Josefina Luísa Teodolinda Heloísa Francisca Xavier de Paula Gabriela Rafaela Gonzaga, 1 декабря 1831, Париж, Франция — 4 февраля 1853, Фуншал, Португалия) — принцесса Бразильской империи из династии Браганса, дочь императора Педру I и его второй жены, Амелии Лейхтенбергской. Родилась уже после того, как её отец отрёкся от престола в пользу сына Педру II. Через 20 дней после рождения дочери Педру I пошёл войной на своего брата Мигела, который узурпировал трон у своей племянницы и старшей дочери Педру I, Марии II. Одержав победу, он восстановил дочь в правах наследования, но тяжело заболел туберкулёзом, из-за которого и скончался, когда Марии Амелии было два года.
Первоначально Марию Амелию не хотели признавать бразильской принцессой, поскольку она родилась вне континента, а её мать и вовсе была иностранкой. Но после совершеннолетия её единокровный брат Педру II узаконил Марию Амелию в правах и назначил принцессой Бразилии. Первоначально её помолвили с австрийским эрцгерцогом Максимилианом, братом императора Франца Иосифа и её кузеном, но затем Мария неожиданно заболела сначала скарлатиной, а затем, как и отец, туберкулёзом. В надежде, что мягкий климат положительно скажется на здоровье девушки, её отвезли в португальский город-курорт Фуншал на острове Мадейра. Но состояние здоровья Марии всё время ухудшалось, и 4 февраля 1853 года она скончалась. Её тело перевезли в Португалию и захоронили в монастыре Сан-Висенте-де-Фора — усыпальнице португальских монархов из рода Браганса. Почти через 130 лет останки Марии Амелии вместе с останками отца перевезли в Бразилию. Её мать же после смерти дочери профинансировала строительство больницы на острове Мадейра, которая получила название в честь принцессы.

## Биография

### Происхождение и рождение

Свадьба Педру I и Амелии Лейхтенбергской. Рядом с ним его дети от Марии в порядке старшинства: Педру, Жануария, Паула и Франсишка, отсутствуют Мигел, Жуан и Мария. Картина Жан-Батиста Дебре

Мария Амелия родилась в Париже 1 декабря 1831 года и была крещена под именем Мария Августа Евгения Амелия Жозефина Луиза Теоделинда Элоя Франсишка Шавьер де Паула Габриэла Рафаэла Гонзага. Она была первым и единственным ребёнком герцога Браганса Педру и его второй жены принцессы Амелии Лейхтенбергской. Принцесса была внучкой короля Португалии Жуана VI и Карлоты Жоакины Испанской со стороны отца и Евгения Богарне, приёмного сына Наполеона Бонапарта, и Амалии Августы Баварской, дочери короля Максимилиана Баварского, со стороны матери.
Ранее отец Марии, дон Педру, был императором Бразилии как Педру I и королём Португалии как Педру IV. Он отрёкся от португальского трона в пользу своей старшей дочери Марии, опасаясь быть обвинённым в переподчинении Бразилии Португалии. В 1828 году корону Марии II узурпировал Мигел I, младший брат Педру. Стремясь вернуть трон своей дочери, Педру в апреле 1831 года отрёкся от трона Бразилии и вместе с женой, которая уже была беременна Марией Амелией, отправился в Европу.
Для подтверждения того, что Мария Амелия есть дочь императора и законная принцесса Бразилии, Педру пригласил нескольких гостей наблюдать за её появлением на свет; в числе приглашённых был посланник Бразилии во Франции. Крёстными родителями новорожденной стали король Франции Луи Филипп I и его супруга Мария Амалия Неаполитанская, в честь которой девочка и получила своё имя. После этого Педру направил письмо в Бразилию своим детям от первой супруги: «Из-за разлуки с домом моё отцовское сердце было в печали, но божественное провидение видело это и подарило мне ещё одну дочь, а вам — ещё одну сестру и законную подданную».

### Борьба за титул принцессы Бразилии

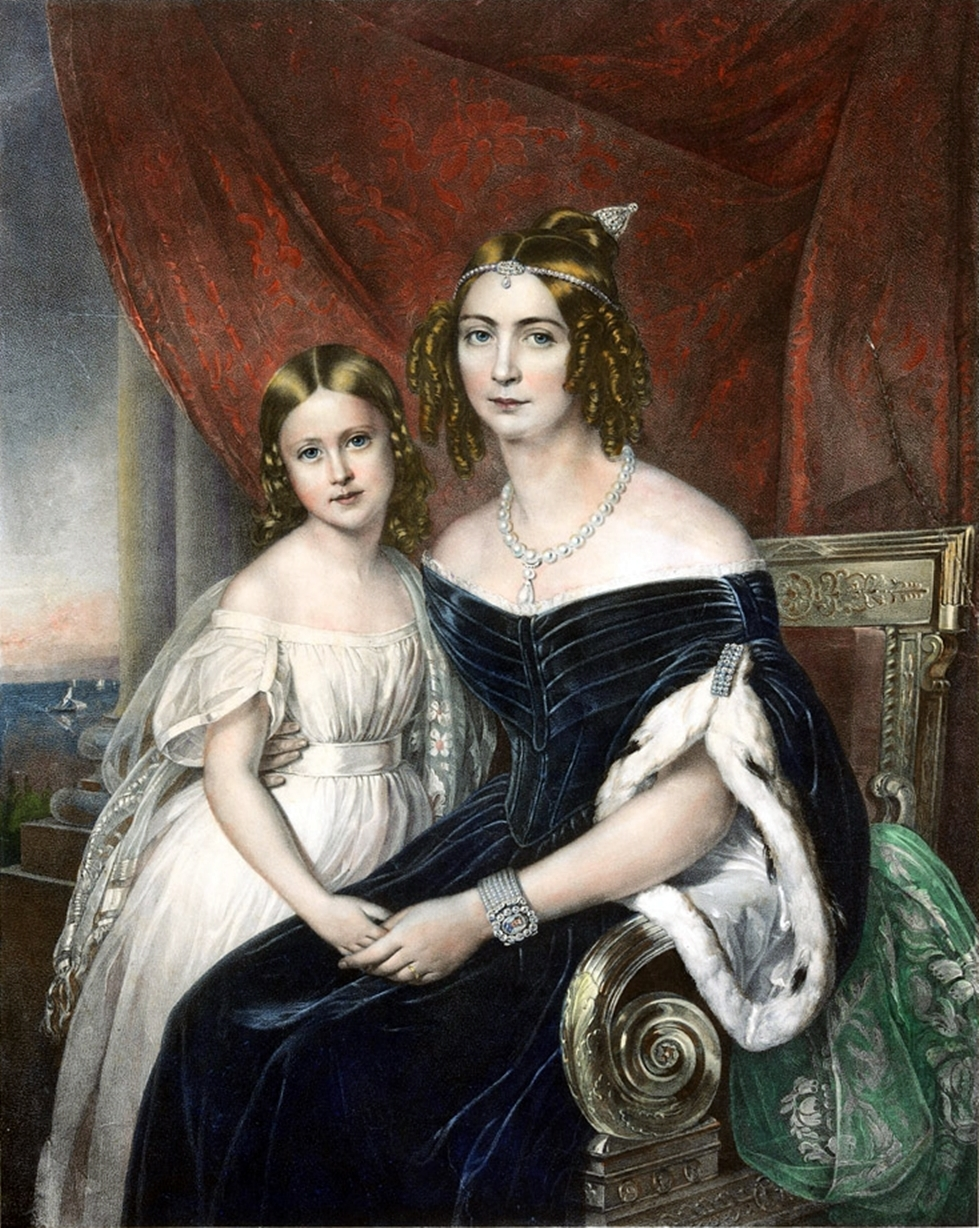
Мария Амелия с матерью, 1840 год. Фридрих Дюрк

Всего через 20 дней после рождения дочери Педру покинул Францию и вторгся в Португалию. В течение почти двух лет Мария Амелия жила с матерью и своей единокровной сестрой Марией II в Париже. Когда стало известно, что в этой войне Педру одержал победу, мать вместе с дочерью и падчерицей немедленно выехали в Лиссабон. Они прибыли в город 22 сентября 1833 года. Чарльз Джон Нейпир, британский военно-морской офицер, который воевал вместе с Педру, писал о встрече бывшего императора с семьёй:
Я никогда не видел [императора] таким счастливым. Поднявшись на корабль, он стал страстно и с высочайшей любовью обнимать и целовать свою императрицу. Королева Мария II была очень тронута, даже маленькая, но уже подрастающая Мария Амелия не смогла сдержать слёз. Педру обнимал свою дочь, лаская её в своих объятиях, но последняя боялась его густой бороды и из-за этого не познала тепла от его ласк.
После восстановления Марии II в правах королевы Португалии бывшая императрица вместе с дочерью стала проживать в Лиссабоне в королевском дворце Келуш. Однако война сильно сказалась на здоровье императора, который заразился туберкулёзом и медленно от него умирал. 24 сентября 1834 года Мария Амелия, которой не было ещё и трёх лет, присутствовала возле отца в его последние часы. Очень слабый, Педру поднял руку дочери и сказал: «Всегда говорите этому ребёнку, как её отец любил её… Никогда не забывай про меня… и всегда подчиняйся своей матери… вот мои пожелания для тебя». В 14:30 того же дня император скончался.
Мать Марии Амелии после смерти мужа так и не вышла замуж. Она осталась жить в Португалии и вместе с дочерью считалась членом Португальской королевской семьи, хоть и не была связана с Марией II близким родством. Всю оставшуюся жизнь Амелия посвятила воспитанию своей единственной дочери. Всю свою недолгую жизнь Мария Амелия прожила в Европе, так и не разу не попав в Бразилию. Её мать пыталась связаться с бразильским посольством и отправила в империю просьбу признать её дочь принцессой Бразилии и членом Бразильской императорской семьи, что дало бы ей право на возвращение в страну и получение стабильного дохода. Но регентское правительство Бразилии отказалось признавать девочку наследницей отца. Причиной этому было то, что она родилась не на территории Бразилии, и то, что её мать была иностранкой. Ситуация изменилась в 1840 году, когда единокровный брат Марии Амелии Педру II начал править самостоятельно. Он обратился к министрам с просьбой признать Марию Амелию принцессой Бразилии. Министр иностранных дел Аурелиано Коутиньо передал его просьбу в парламент, и 5 июля 1841 года она была реализована.

### Дальнейшая жизнь

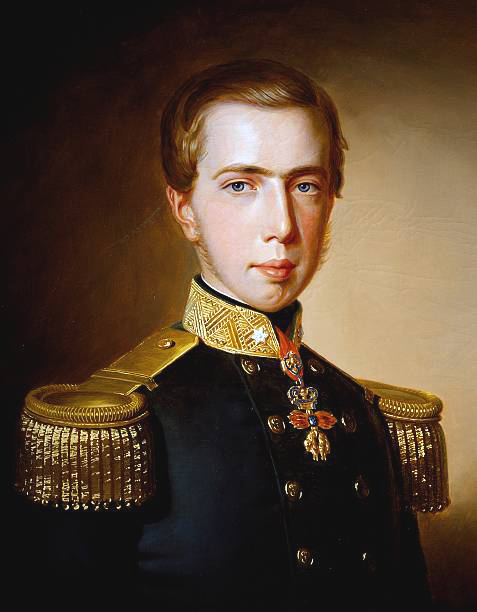
Эрцгерцог Максимилиан — будущий император Мексики. Карл Хасе

В середине 40-х годов Мария Амелия со своей матерью переехала в Мюнхен, столицу Баварии, где жили многие из её родственников. Будучи преданной ученицей, она проводила много времени в изучении широкого круга предметов, в частности риторики, философии, географии, истории, немецкой литературы и физики. Она умела говорить, читать и писать не только на португальском, но и на немецком, английском и французском. Мария достаточно хорошо умела рисовать, петь и играть на фортепиано, любила поэзию. Историки называют её очень умной и проницательной молодой женщиной. Учитель описывал девушку как «обладающую исключительным талантом к диалектике, которая способна стать одним из лучших юристов страны». Одним из стимулов для принцессы в её образовании была смерть отца. Принцесса искренне верила, что отец должен гордиться ею. Она нередко говорила: «он смотрит на меня с небес, наблюдает за мной, за моими успехами. Он обязательно должен мной гордиться…». Она так и не смогла справиться с утратой, и она глубоко тронула её. Увидев сад, в котором Педру незадолго до смерти посадил платан, она отметила:
Глубокая грусть охватила меня, когда я созерцала эти деревья, которые пережили моего отца и, вероятно, переживут всех нас. Это образ человеческой хрупкости. Человек — самое хрупкое из всех существ; он умирает, а предметы, которые, казалось бы, были созданы для него, переживают века!
В конце 1850 года Мария вместе с матерью вернулась в Португалию и поселилась во дворце Жанелаш Вердес. Через два года их посетил двоюродный брат принцессы, австрийский эрцгерцог Максимилиан, брат императора Франца Иосифа, который тогда служил на австрийском флоте. Его мать была младшей сводной сестрой бабушки принцессы, и обе они были членами семьи Виттельсбахов. Максимилиан был связан родственными узами и со старшими единокровными братьями и сёстрами Марии Амелии, поскольку его отец приходился младшим братом первой жене Педру I, австрийской принцессе Леопольдине. Мария Амелия уже встречалась с ним в 1838 году на семейном сборе в Мюнхене, когда она была ещё совсем ребёнком. Но здесь, во время второй встречи, молодые люди полюбили друг друга. Эрцгерцог был очарован молодой и красивой девушкой с голубыми глазами и светлыми волосами. Они были обручены, но официального объявления о помолвке так и не случилось из-за ранней смерти Марии Амелии.

### Смерть

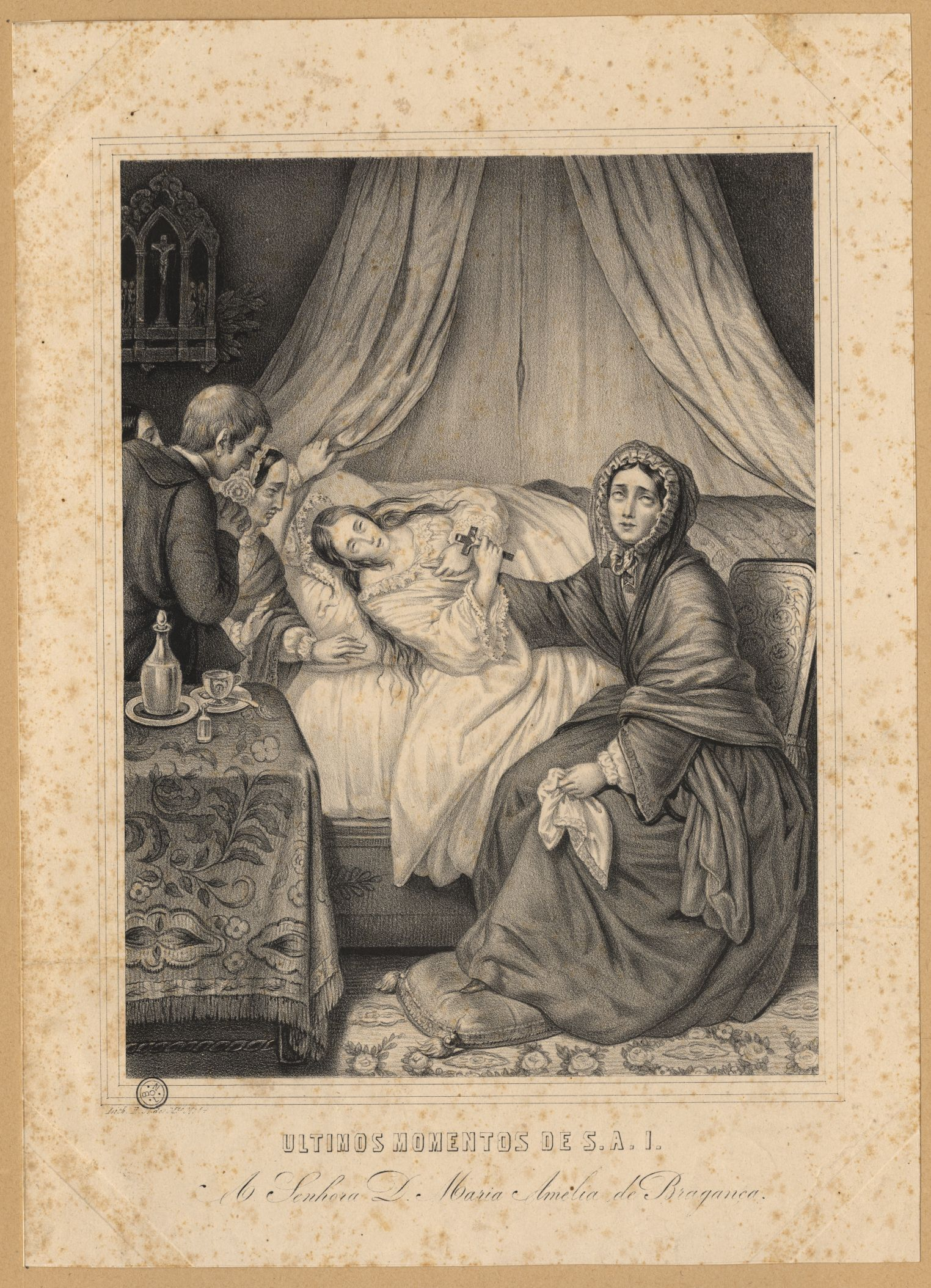
Мария Амелия на смертном одре. Рядом с ней сидит её мать. R. N. dos Mt.es, Национальная библиотека Португалии

В феврале 1852 года принцесса заболела скарлатиной. Позже эта болезнь переросла в туберкулёз. 26 августа принцесса покинула дворец и на фрегате Dom Fernando II e Glória отправилась на остров Мадейра, где климат был более мягким и пользовался репутацией оздоравливающего. Она верила, что болезнь вскоре отступит.
В путешествии Марию Амелию сопровождала мать. 31 августа они высадились на острове в городе Фуншале, столице Мадейры. Весь город вышел на улицу, чтобы встретить путешественниц и проводить в их новый дом. Мария Амелия была счастлива этому. Она сказала своей матери: «если я когда-нибудь восстановлю свои силы, то мы, мама, обязательно останемся на этом острове и будем совершать пешие прогулки в горы и найдём не пройденные человеком тропы, как это было в Штайне…» Но её здоровье с каждым днем ухудшалось, и в ноябре надежда на выздоровление полностью исчезла. К началу 1853 года принцесса была прикована к постели и вставать уже больше не могла. Перед смертью она сказала матери: «моя сила гаснет день ото дня, и я чувствую, что мы приближаемся к началу конца».
Немногим после полуночи 4 февраля 1853 года священник завершил последний обряд. Мария пыталась успокоить мать, говоря: «не плачь, сейчас свершается воля Божья. И пусть Он придёт на помощь в последний день и утешит мою бедную мать». Через несколько часов, в 4:00, она скончалась. Тело принцессы осталось в часовне рядом с домом, где она умерла, пока оно со всей торжественностью не было доставлено обратно в столицу Португалии 7 мая 1853 года. 12 мая гроб был торжественно захоронен в Лиссабоне. Принцесса была погребена рядом с отцом в монастыре Сан-Висенте-де-Фора — усыпальнице португальских королей из династии Браганса. Почти через 130 лет после смерти принцессы, в 1982 году, её останки были перевезены в Бразилию, в монастырь Святого Антония в Рио-де-Жанейро, где ныне покоятся все члены бразильского императорского дома.

## Наследие и память

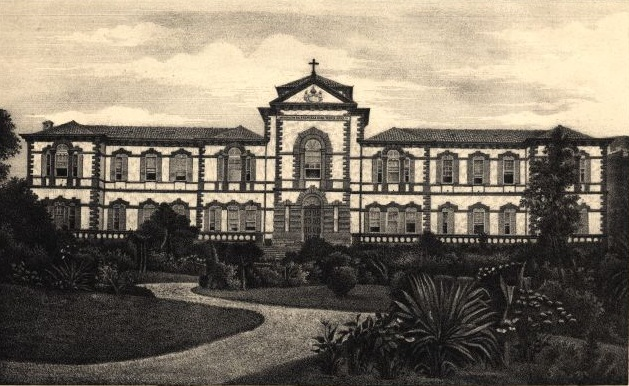
Госпиталь на острове Мадейра, названный в честь принцессы

Смерть Марии Амелии глубоко тронула простых людей, которые искренне любили принцессу. Император Педру II записал в дневнике через семь лет после её смерти: «я слушал мессу по моей сестре, Марии, с которой, кажется, был так близок, но никогда не смог встретиться». Мать принцессы до конца жизни каждый год 4 февраля навещала могилу дочери. На свои деньги она построила больницу на острове Мадейра, которую назвала в честь дочери. Эта больница до сих пор стоит на острове. Амелия завещала всю свою собственность в Баварии эрцгерцогу Максимилиану, которого она была бы так счастлива видеть в качестве зятя. Он умер в 1867 году, за шесть лет до Амелии. Согласно её завещанию, если Максимилиан умрёт бездетным, то её имущество перейдет к её племяннику Николаю, сыну Максимилиана Богарне, 3-го герцога Лейхтенбергского
Эрцгерцога Максимилиана, несостоявшегося супруга Марии Амелии, постоянно преследовали воспоминания о ней. В 1859—1860 годах, после женитьбы на бельгийской принцессе Шарлотте, он совершил паломничество к могиле Марии Амалии и на остров Мадейра. Когда он достиг острова, он записал в дневнике: «здесь 4 февраля 1853 года умерла от туберкулёза единственная дочь императрицы Бразилии Амалии, чрезвычайно одарённая девушка. Она покинула этот мир и ушла от нас как белый ангел, который возвращается на небеса, на свою родину». В Фуншале он посетил больницу, названную в её честь. Он передал в госпиталь статую Скорбящей Божьей Матери, которая хранится там до сир пор. Оттуда он отправился на виллу, которая получила название «Страдающей» (порт. Quinta das Angústias), где она умирала. Там он написал: «Долгое время я молчал среди мыслей о печали и тоске под тенью великолепного дерева, которое окружает и защищает дом, в котором ангел, о котором я так горько плакал, прекратил свое существование». В дальнейшем он отметил, что этот прекрасный остров забрал с собой единственное создание, которое было способно сделать его безмятежно счастливым. В 1860 Максимилиан посетил Бразилию и был очарован этой единственным «ростком спокойствия» и единственной монархией посреди неспокойной Южной Америки, которой правил брат его покойной невесты. Вдохновлённый увиденным, в 1864 году он согласился стать императором недавно основанной Мексиканской империи, полагая, что сможет добиться того же. Но его судьба была трагичной. 19 июня 1867 года он был расстрелян мексиканскими революционерами после пленения. Перед смертью он попросил у убийц свой медальон с изображением пресвятой девы Марии, который ему подарила возлюбленная и который он всегда носил на шее. И хотя жизнь Марии Амелии мало повлияла на события в Бразилии или Португалии, её смерть имела серьёзные, хотя и косвенные, последствия для истории Мексики.

## Награды
Бразильские:
- Орден Педру I, большой крест
- Орден Розы, большой крест

Прочие:
- Австрийский Благороднейший орден Звёздного креста
- Баварский орден Святой Елизаветы
- Испанский орден Королевы Марии Луизы
- Португальский орден Непорочного зачатия Девы Марии Вила-Висозской
- Португальский орден Святой Изабеллы